# Аббас-Мірза Шаріфзаде
Аббас-Мірза Мірза Абдул-Расул огли Шаріфзаде (азерб. Abbas Mirzə Mirzə Əbdülrəsul oğlu Şərifzadə; 9 [22] березня 1893, Шамахи — 16 листопада 1938, Баку) — російський, азербайджанський і радянський актор театру і кіно, режисер, заслужений артист Азербайджанської РСР (1928), народний артист Азербайджанської РСР (1936), один з перших азербайджанських кінорежисерів.